# The Man Who Forgot (film fra 1917)
The Man Who Forgot er en amerikansk stumfilm fra 1917 af Emile Chautard.

## Medvirkende
- Robert Warwick som John Smith
- Doris Kenyon som Edith Mallon
- Gerda Holmes som Mary Leslie
- Alex Shannon som Al Simpson
- Ralph Delmore som Mallon